# ФК Бадминтон
Клуб де Депортес „Бадминтон“ (на испански: Club de Deportes Badminton), е бивш футболен клуб в Чили – отначало в столицата Сантяго де Чили, а после в Курико, регион Мауле.
Основан е на 12 юли 1912 г. в Сантяго под името „Сантяго Бадминтон“. Когато футболът в страната започва да добива все по-голяма популярност, тимът му е сред най-значимите.
През 1933 г. е сред 8-те клуба, които основават Примера Дивисион, първото първенство за професионални отбори в Чили. През 1950 г. се обединява с клуба „Феровиариос“ под името „Феробадминтон“, а от 1969 г. тези 2 клуба отново поемат отделни пътища, като „Бадминтон“ се мести в Курико и променя името си на „Бадминтон де Курико“. През 1973 г. отборът е закрит.
Най-предното класиране в Примера Дивисион като „Бадминтон“ са 2 трети места през 1933 и 1935 г., а като „Феробадминтон“ – също трето място през 1952 г. Като „Феробадминтон“ печели първенството на втора дивизия през 1965 г.

## Играчи
Известни бивши футболисти
- Мисаел Ескути
- Хайме Рамирес

## Успехи
- Примера Б:
  - Шампион (1): 1965 (като Феробадминтон)
- Дивисион де Онор де ла Асосиасион де Футбол де Сантяго:
  - Вицешампион (1): 1930

## Рекорди
- Най-голяма победа: 10:2 срещу Сантяго Морнинг, 1938 г.; като Феробадминтон: 6:1 срещу Сантяго Морнинг, 1954 г.
- Най-голяма загуба: 7:0 срещу Коло Коло, 1939 г. и Унион Еспаньола, 1948 г.; като Феробадминтон: 9:3 срещу Палестино, 1955 г.